# Pointe de la Vallaisonnay
La pointe de la Vallaisonnay est une montagne de France située en Savoie, dans le massif de la Vanoise.

## Géographie
S'élevant à 3 020 mètres d'altitude, aucun sentier de randonnée ne mène à son sommet qui reste toutefois accessible en ski de randonnée en période hivernale depuis la vallée du Doron de Champagny via le col de Roche Noire juste sous le sommet au sud-ouest ou bien depuis le secteur du col du Palet à l'est-nord-est.
La montagne est formée de l'unité du Vallaisonnay et de l'Aliet constituée de calcaires et de dolomies du Trias reposant sur le socle schisteux du Paléozoïque.

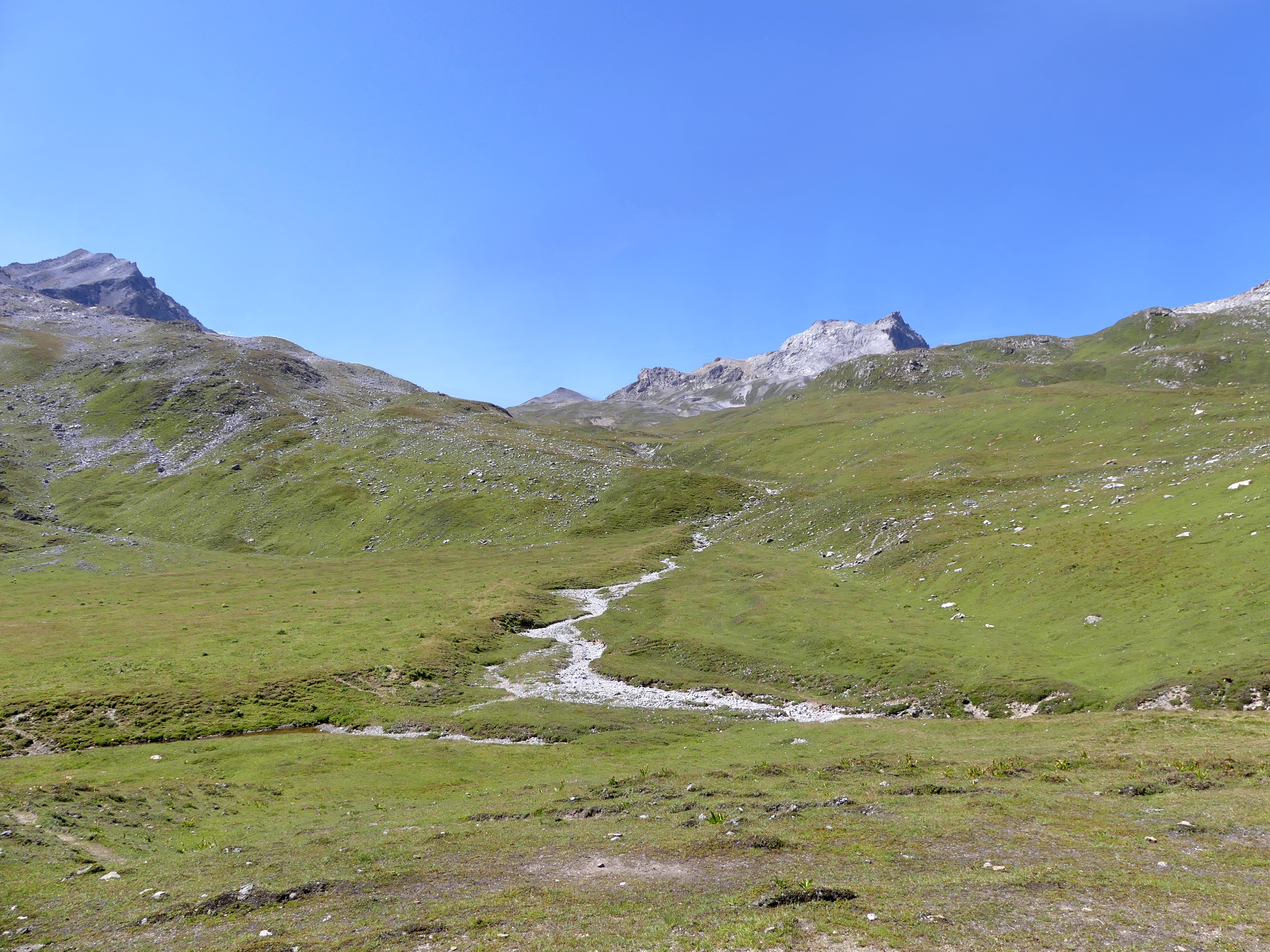
Vue de la pointe de la Vallaisonnay depuis le nord-ouest avec à gauche l'aiguille Noire de l'autre côté du col de la Grassaz.

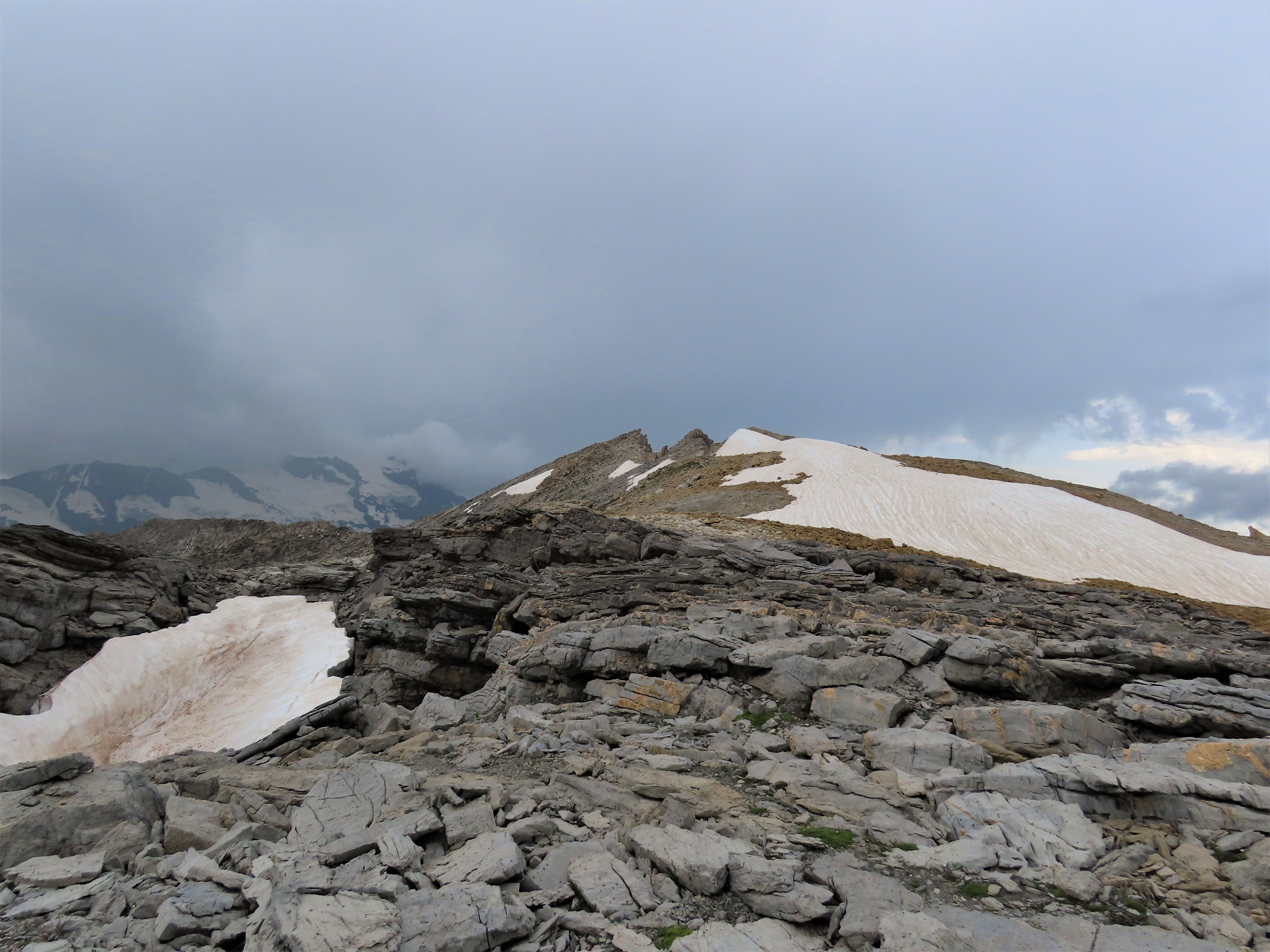
Le sommet de la pointe de la Vallaisonnay en direction du sud-ouest avec à gauche le Grand Bec sous l'orage.